# Luisa Marcos Raña

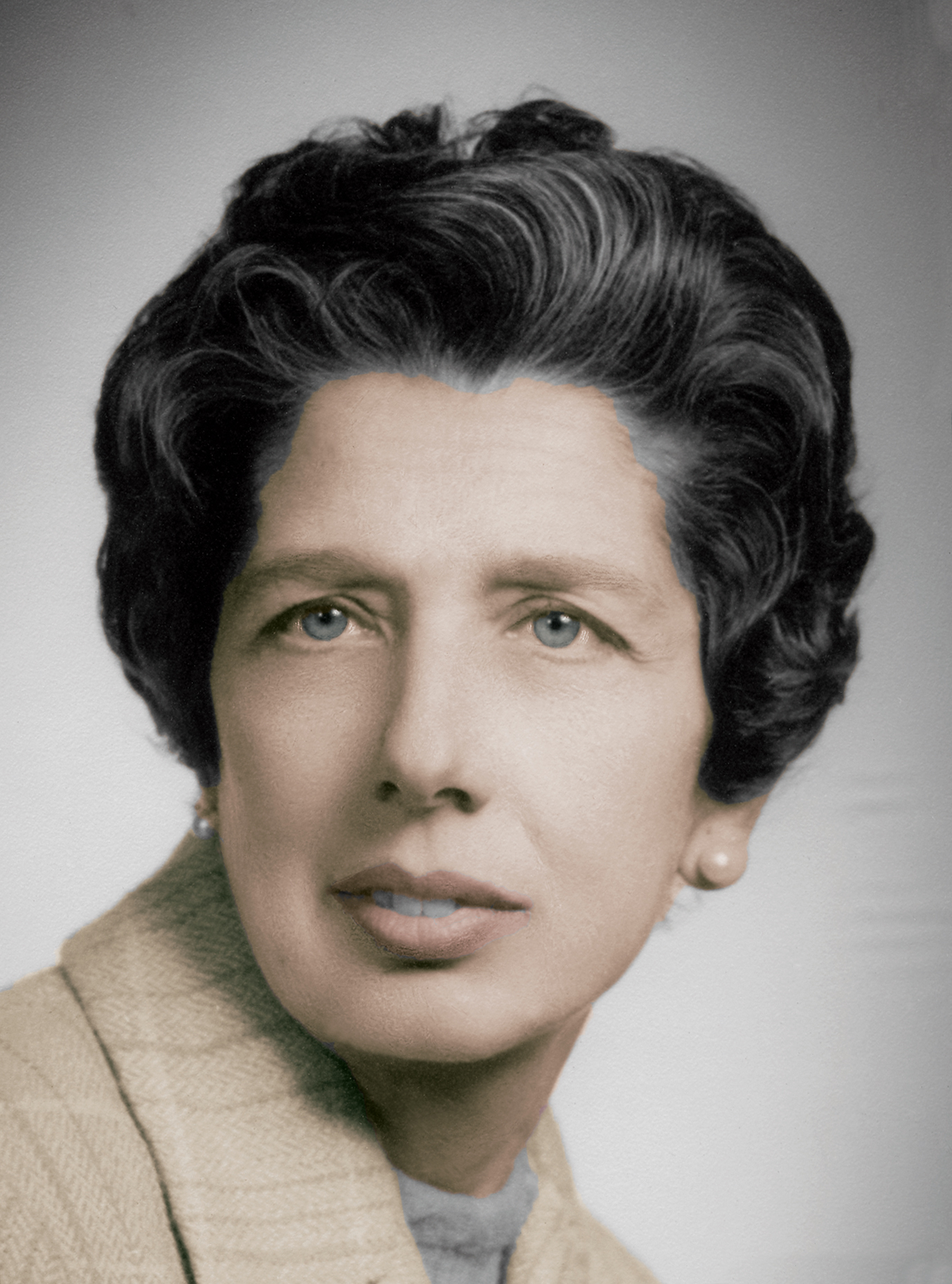
Luisa Marcos Raña

Luisa Marcos Raña, nacida en la La Coruña el 27 de septiembre de 1917, y fallecida en Vigo el 17 de agosto de 1973, fue una catedrática pionera en España en la especialidad de Física, Química y Termotécnica de las Escuelas de Peritos Industriales (posteriormente de Ingeniería Técnica Industrial).

## Trayectoria
Después de terminar brillantemente el bachillerato, se matriculó en el año 1934 en Ciencias Químicas en la Universidad de Santiago. El golpe de Estado de 1936 y la posterior guerra acarrearon el cierre de los estudios que podría finalmente retomar en octubre de 1939, terminando su carrera en 1940 después de dos cursos intensivos.
Enseñar fue su vocación a la que se dedicó desde el inicio de su carrera profesional. A finales de 1941 obtuvo por concurso el cargo de Encargada de Curso de Física y Química del Instituto Femenino de Enseñanza de la Coruña, y después, a finales de 1942 el del Curso de Matemáticas en el Instituto de Enseñanza de Linares. Al mismo tiempo empezó a preparar oposiciones, primero a institutos, y más tarde y con más dedicación a cátedras de enseñanza técnica de grado medio, en particular para las Escuelas de Peritos Industriales en su área de conocimiento. Tras ser eliminada inesperadamente en las oposiciones realizadas en 1945 para la plaza de Vigo (dos votos contra 3 en segunda votación), se presentó de nuevo a la siguiente convocatoria, en el año 1947, obteniendo con número 1 la cátedra de "Física, Química y Termotecnia" en la Escuela de Peritos Industriales de Cádiz, donde ejercería su enseñanza hasta finales de 1948 cuando por  concurso fue transferida a la Escuela de Vigo.
Se casó con el también catedrático Antonio Fernández del Riego, con quien tendría cuatro hijos, y ya permanecería en Vigo toda su vida. En 1963, después de un concurso de méritos y de una prueba de aptitud obtuvo también plaza de Profesor Agregado en Ciencias de la Escuela de Maestría Industrial de Vigo.
En 1968 fue nombrada madrina de la última promoción de Peritos, que pasarían a ser denominados Ingenieros Técnicos Industriales. Aquellos días en el Faro de Vigo, Xohán en la sección “Buzón del Estudiante” del 18 de enero, escribió: "Ellos escogieron como dama de honor de todas las promociones a posiblemente la más representativa de todo el profesorado de la escuela, por lo que representa, hoy, una mujer encargada de una cátedra; guía de las aspiraciones femeninas de nuestro tiempo: Doña María Luisa Marcos de del Riego ".
En 1972, la Escuela de Ingenieros Industriales de Vigo se integró en la Universidad de Santiago. Será el penúltimo año en que Luisa pueda transmitir sus enseñanzas. 
Dejó más de 25 promociones de estudiantes preparadas para el desarrollo profesional de actividades técnicas.